# Daniel Mesotitsch
Daniel Mesotitsch (* 22. Mai 1976 in Villach) ist ein ehemaliger österreichischer Biathlet.

## Leben und Karriere
Seit 1997 betreibt der Zöllner Biathlon und wurde im Jahr 2002 Mitglied der österreichischen Nationalmannschaft. Trainiert wird Mesotitsch von Reinhard Gösweiner. Er lebt in Hochfilzen und startet für Union Rosenbach. 2002 gewann er in Antholz sein erstes Einzel-Weltcuprennen über 20 km. 8 Jahre danach schaffte er seinen zweiten Weltcupsieg, ebenfalls in Antholz, in der 12,5-km-Verfolgung. Weiterhin stehen 4 Weltcupsiege mit der österreichischen Staffel zu Buche.
Bei den Biathlon-Weltmeisterschaften 2005 in Hochfilzen gewann er zusammen mit Friedrich Pinter, Wolfgang Rottmann und Christoph Sumann die Bronzemedaille im 4 × 7,5-km-Staffelwettbewerb. Bei den Weltmeisterschaften 2009 in Pyeongchang holte Daniel Mesotitsch als Startläufer der österreichischen Staffel gemeinsam mit Simon Eder, Dominik Landertinger und Christoph Sumann die Silbermedaille. Bei den Olympischen Winterspielen 2010 gewann er – erneut mit Eder, Landertinger und Sumann – in der Staffel die Silbermedaille. Vier Jahre später, bei den Olympischen Winterspielen 2014 in Sotschi, gewann er mit der Staffel, wieder in der gleichen Besetzung, die Bronzemedaille.
2005 erhielt er das Goldene Verdienstzeichen der Republik Österreich.
Am 26. März 2019 beendete Mesotitsch seine Karriere bei den Österreichischen Staatsmeisterschaften in Obertilliach.

## Weltcupsiege

### Einzelweltcupsiege
| Datum             | Ort      | Land      | Disziplin          |
| ----------------- | -------- | --------- | ------------------ |
| 24. Januar 2002   | Antholz  | Italien   | Einzel (20 km)     |
| 24. Jänner 2010   | Antholz  | Italien   | 12,5 km Verfolgung |
| 16. Dezember 2010 | Pokljuka | Slowenien | Einzel (20 km)     |

### Staffelweltcupsiege
| Datum             | Ort        | Land        | Disziplin          |
| ----------------- | ---------- | ----------- | ------------------ |
| 15. Dezember 2001 | Pokljuka   | Slowenien   | 4 × 7,5-km-Staffel |
| 21. Dezember 2008 | Hochfilzen | Österreich  | 4 × 7,5-km-Staffel |
| 8. Jänner 2009    | Oberhof    | Deutschland | 4 × 7,5-km-Staffel |
| 13. Dezember 2009 | Hochfilzen | Österreich  | 4 × 7,5-km-Staffel |
| 9. Jänner 2014    | Ruhpolding | Deutschland | 4 × 7,5-km-Staffel |

## Biathlon-Weltcup-Platzierungen
Die Tabelle zeigt alle Platzierungen (je nach Austragungsjahr einschließlich Olympische Spiele und Weltmeisterschaften).
- 1.–3. Platz: Anzahl der Podiumsplatzierungen
- Top 10: Anzahl der Platzierungen unter den ersten zehn (einschließlich Podium)
- Punkteränge: Anzahl der Platzierungen innerhalb der Punkteränge (einschließlich Podium und Top 10)
- Starts: Anzahl gelaufener Rennen in der jeweiligen Disziplin

| Platzierung         | Einzel | Sprint | Verfolgung | Massenstart | Staffel | Gesamt |
| ------------------- | ------ | ------ | ---------- | ----------- | ------- | ------ |
| 1. Platz            | 2      |        | 1          |             | 5       | 8      |
| 2. Platz            | 1      |        |            |             | 5       | 6      |
| 3. Platz            | 1      |        | 2          |             | 10      | 13     |
| Top 10              | 12     | 12     | 10         | 8           | 65      | 107    |
| Punkteränge         | 31     | 71     | 64         | 39          | 73      | 278    |
| Starts              | 54     | 135    | 90         | 39          | 73      | 391    |
| Stand: Karriereende |        |        |            |             |         |        |